# Fenghuang
Der Fenghuang (chinesisch 鳳凰 / 凤凰, Pinyin fènghuáng, W.-G. fêng⁴-huang²) ist ein mythologischer Vogel und ein Glückssymbol in der chinesischen Kultur, das den südlichen Teil des Kaiser-Palastes beschützt. Feng bezeichnet dabei die männlichen und huang die weiblichen Exemplare.
Ähnlich dem Phönix der griechischen und ägyptischen Mythologie wird er mit dem Feuer assoziiert. Das Fabeltier Fenghuang wird auch als „chinesischer Phönix“ bezeichnet, ist im Grunde aber ein anderes Fabelwesen und darf mit diesem nicht verwechselt werden. Zudem ist er nicht identisch mit dem Roten Vogel, auch Roter Vogel des Südens (jap. Suzaku), der neben dem Weißen Tiger, dem Blauen Drachen und der Schwarzen Schildkröte ein Symbol der chinesischen Astrologie ist.
Der Fenghuang hat einen langen Kopf mit großen, länglichen Augen und einen spitzen, leicht gekrümmten Schnabel und erinnert so an einen Fasan oder einen Pfau. Sein langes, farbenprächtiges Gefieder weist die „fünf heiligen Farben“ auf. So ist der Kopf grün (für Güte), der Hals weiß (für Gerechtigkeit), der Rücken rot (für Anstand), die Brust schwarz (für Weisheit) und die Füße sind gelb (für Treue und Glaubwürdigkeit). Der edle Vogel bevorzugte die Äste des Wutong-Baumes (Firmiana simplex, Syn. Sterculia platanifolia) und soll nur von den besten Bergquellen getrunken haben. Das Alter soll in etwa 1000 Jahre betragen haben. Der Fenghuang war wie das chinesische Einhorn (Qilin) ein Symbol der Barmherzigkeit. Im Gegensatz zum griechischen Phönix ging der Fenghuang nicht in Flammen auf, um sich zu erneuern. Seine Fortpflanzung ähnelte der normaler Vögel.
Des Weiteren symbolisierte das Tier, zusammen mit dem chinesischen Drachen (Long), das kaiserliche Paar. Der Drache stand für den Kaiser, während die Kaiserin entsprechend vom Fenghuang symbolisiert wurde. Auch war dieser eines der vier mythischen Wundertiere (auch Zauberwesen), die dem chinesischen Welt-Schöpfer Pangu halfen.

## Galerie

Fenghuang-Ornamente und Bilder
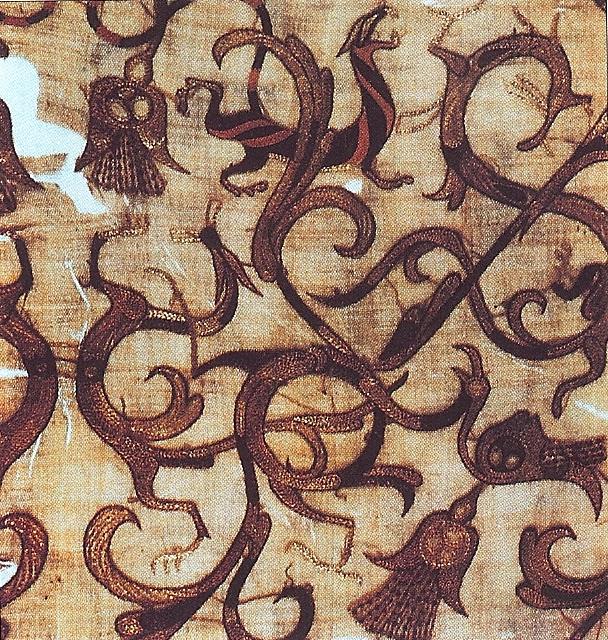
Fenghuang, Long, Tiger – 4. Jh. v. Chr., 1999
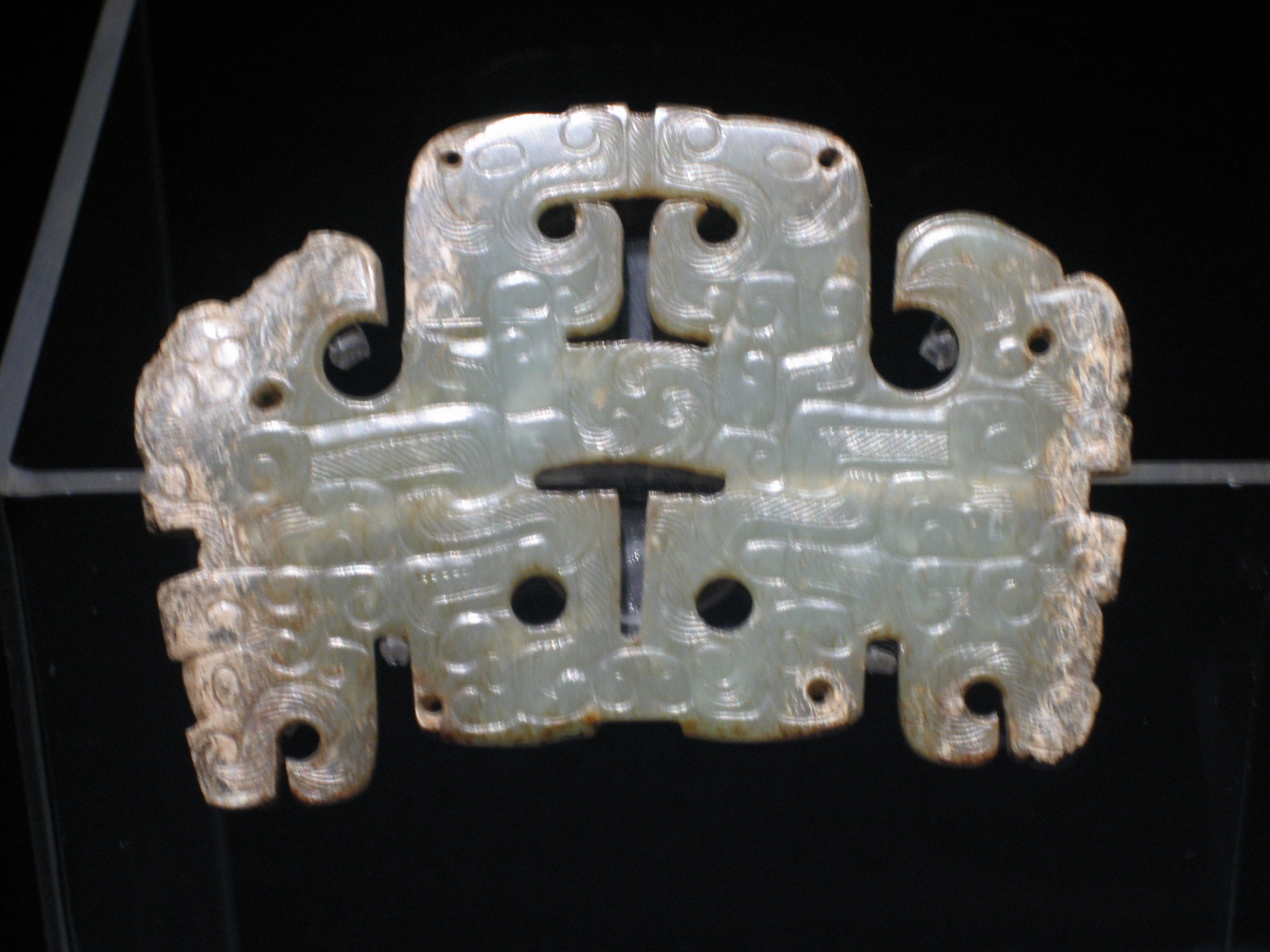
Fenghuang und Long – Jade aus Frühlings- und Herbstperiode, 2006
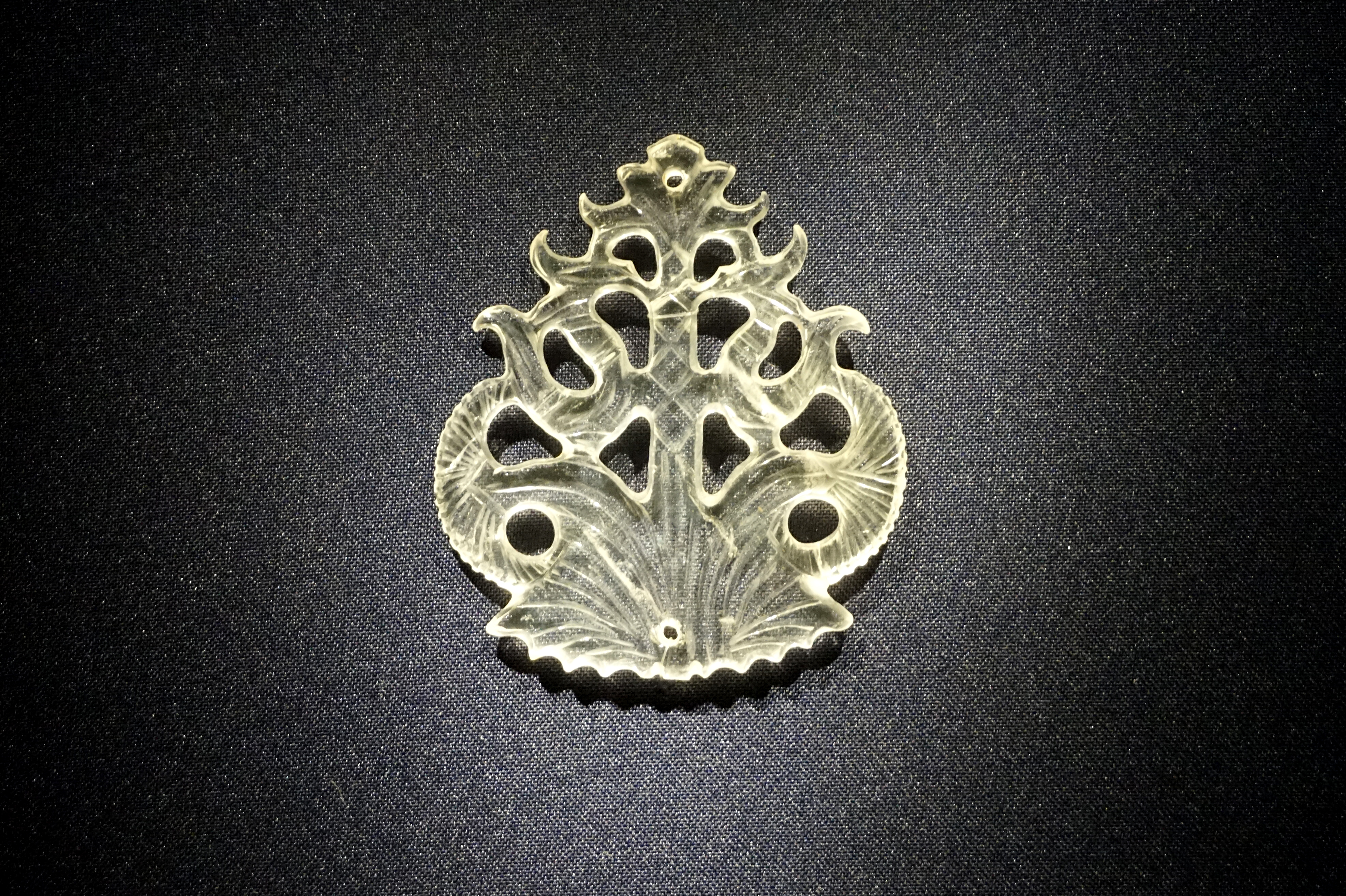
Fenghuang-Anhänger – Bergkristall Südliche Song-Zeit, 2016
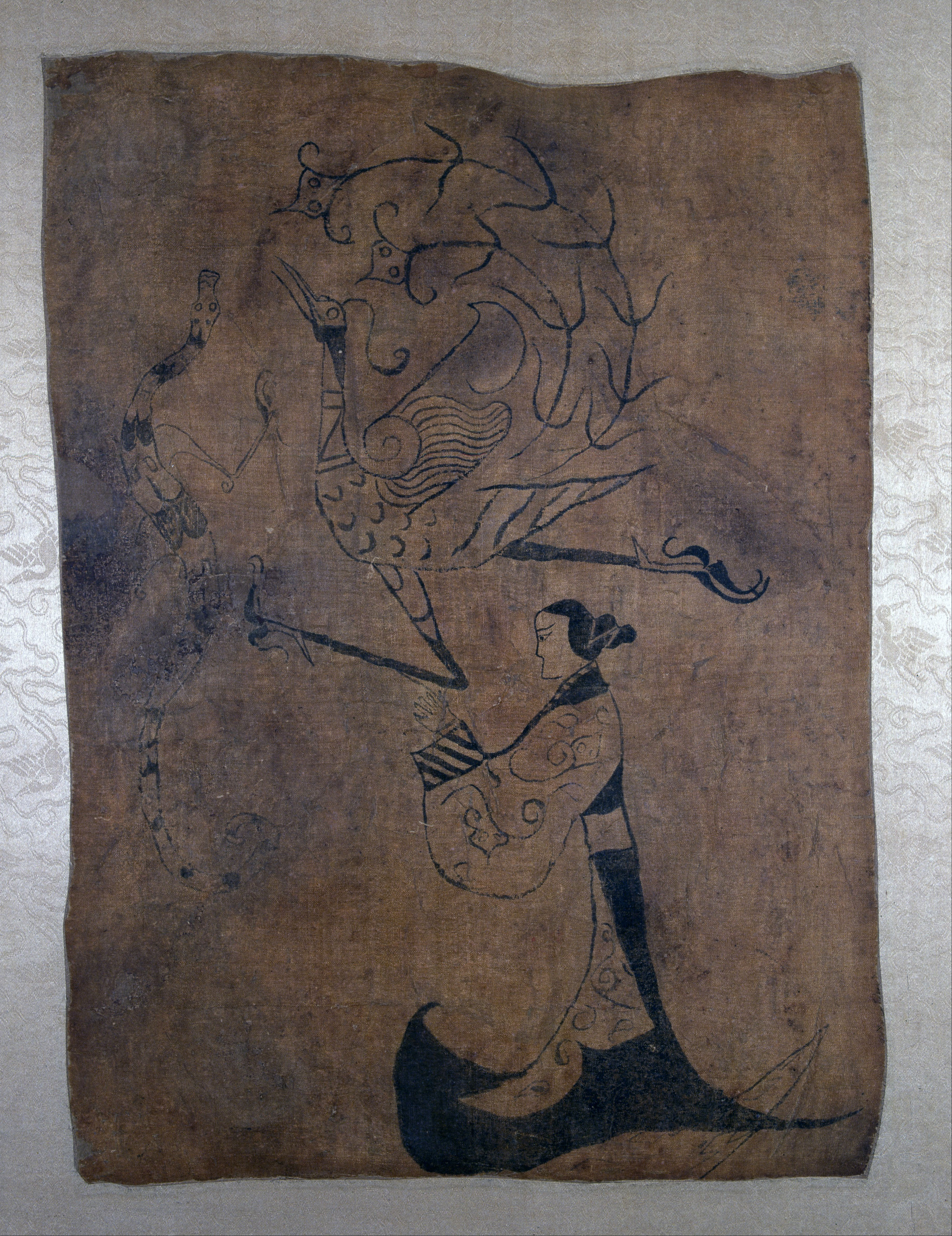
Fenghuang – Hunan, 2013
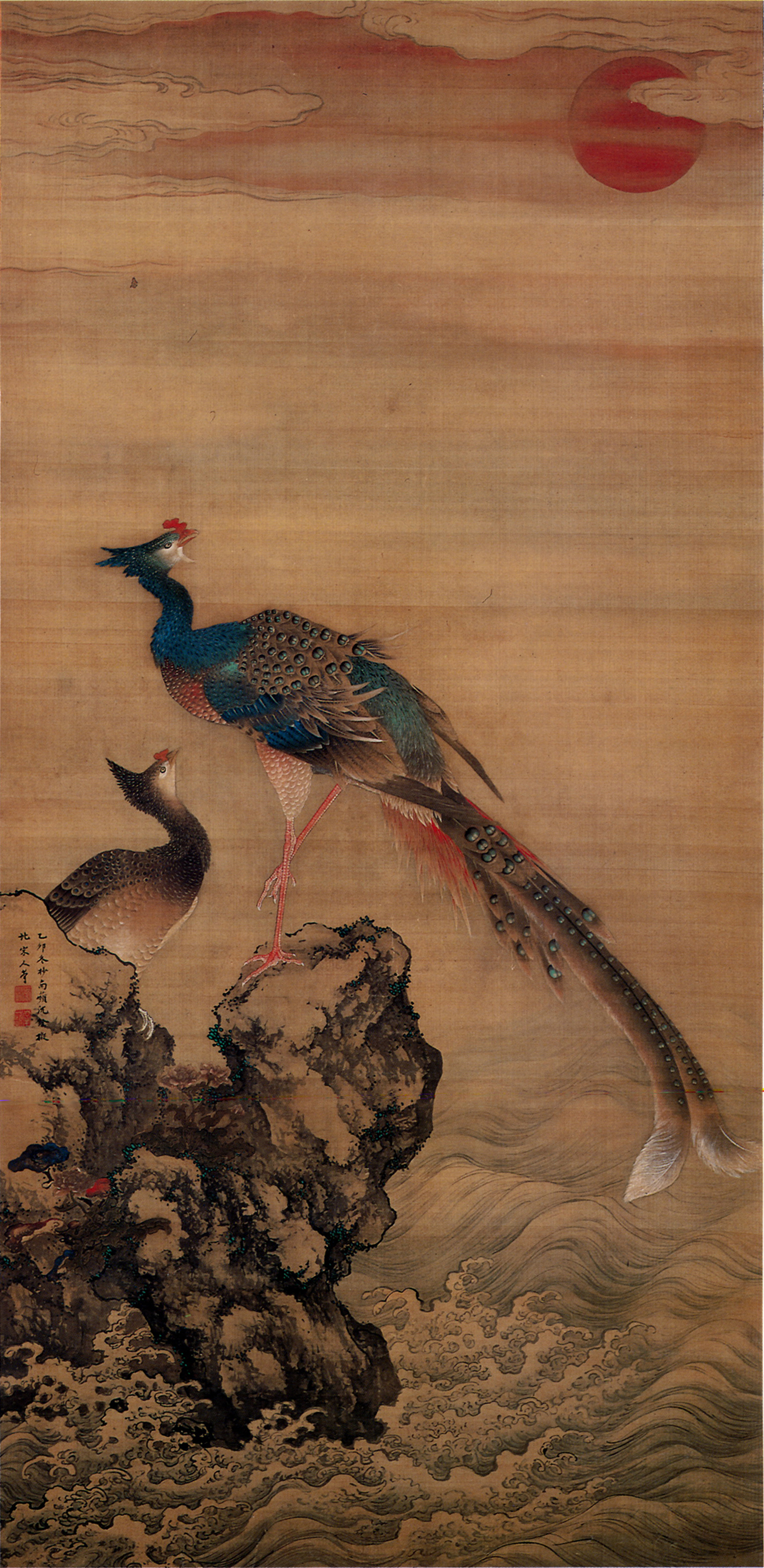
Bild – Qing, 2009

Fenghuang-Figuren
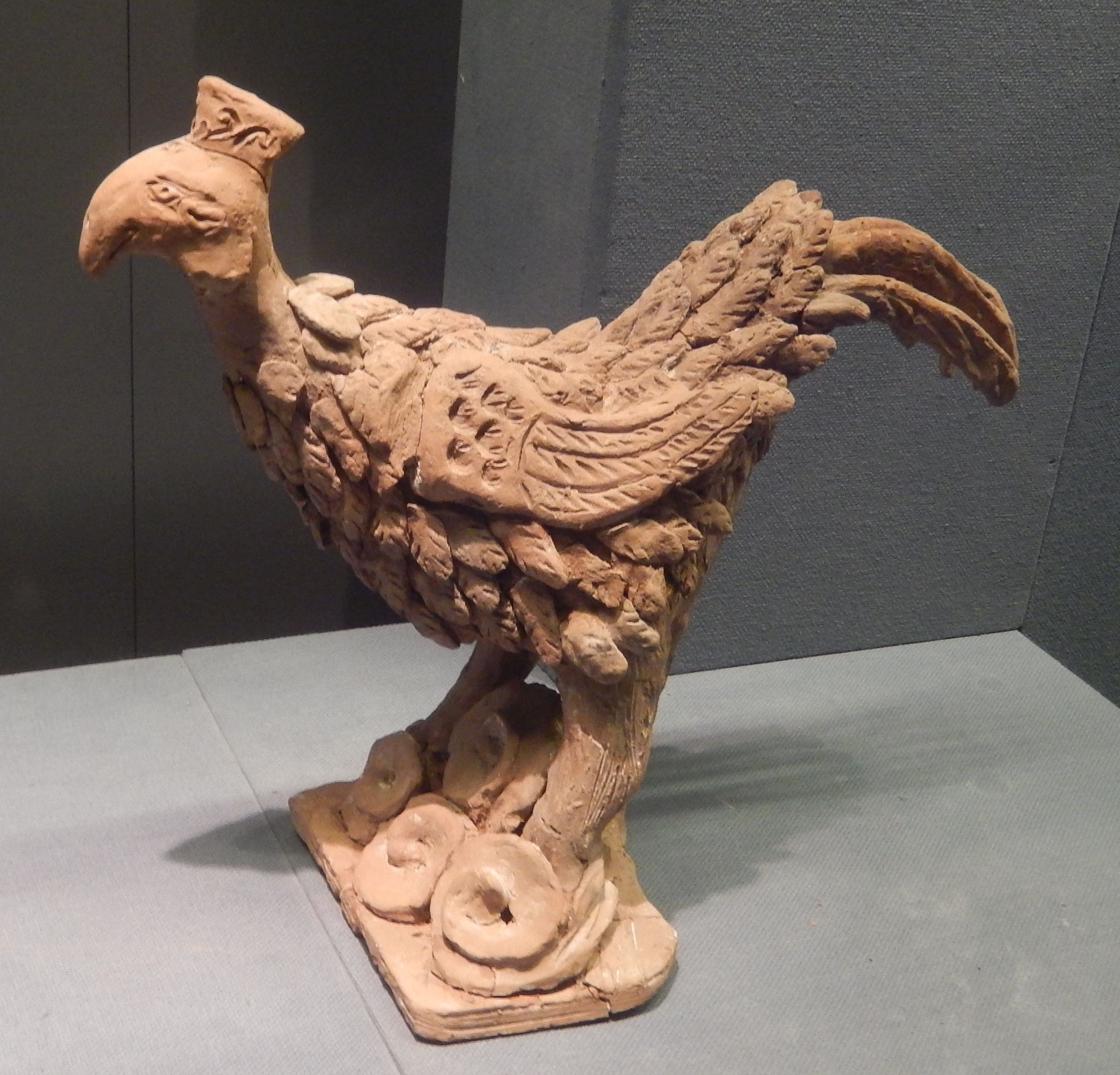
Fenghuang-Tonfigur – Han-Zeit – Beijing, 2013
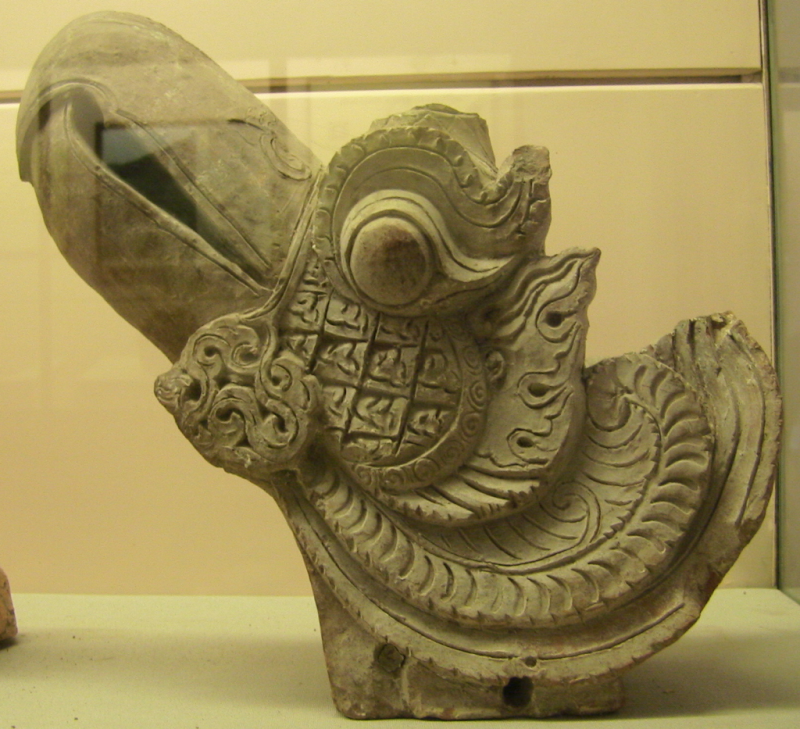
Fenghuang-Deko – Hồ-Dynastie – Vietnam, 2007
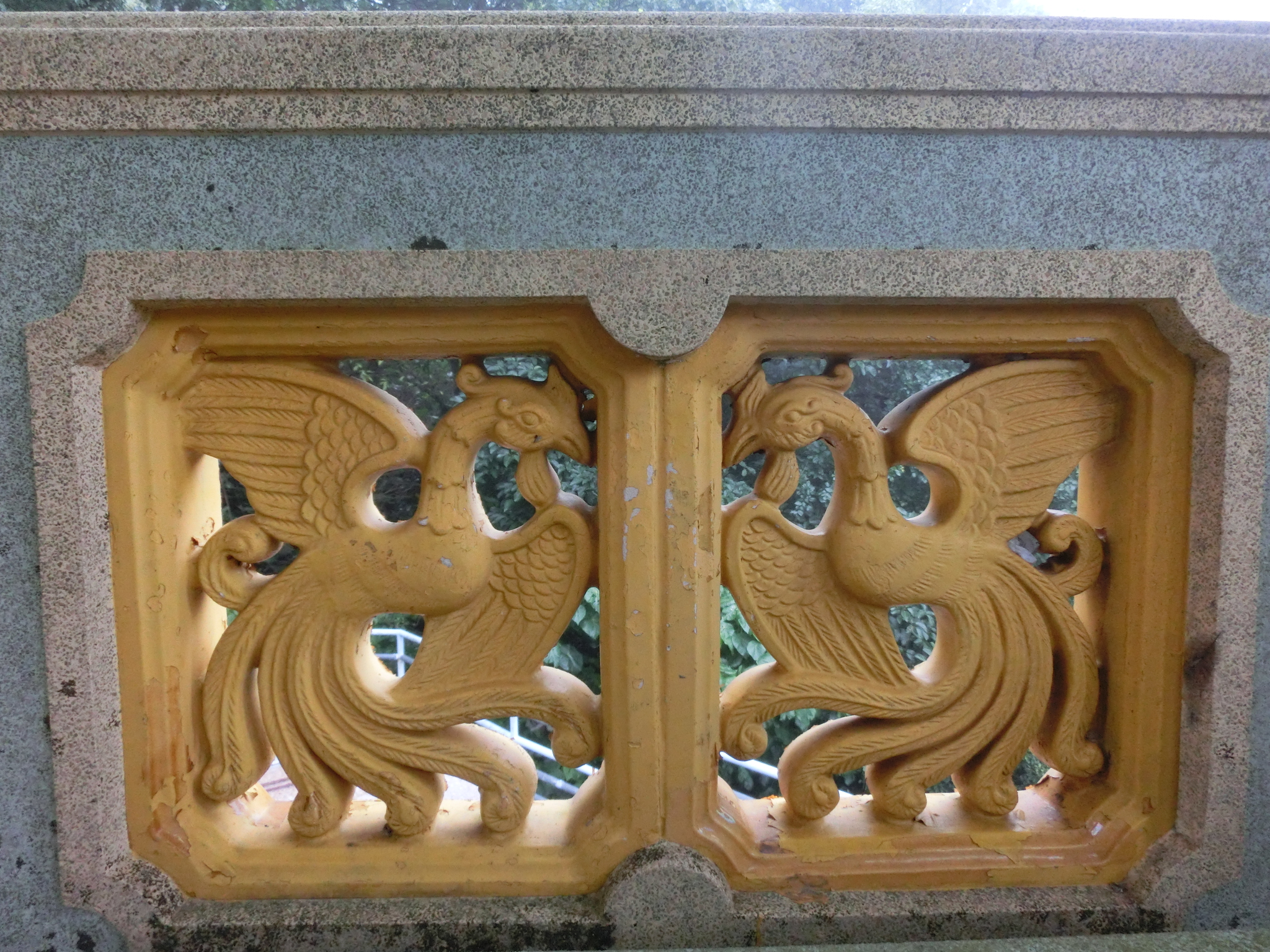
Fenghuang-Baustein – Hongkong, 2013
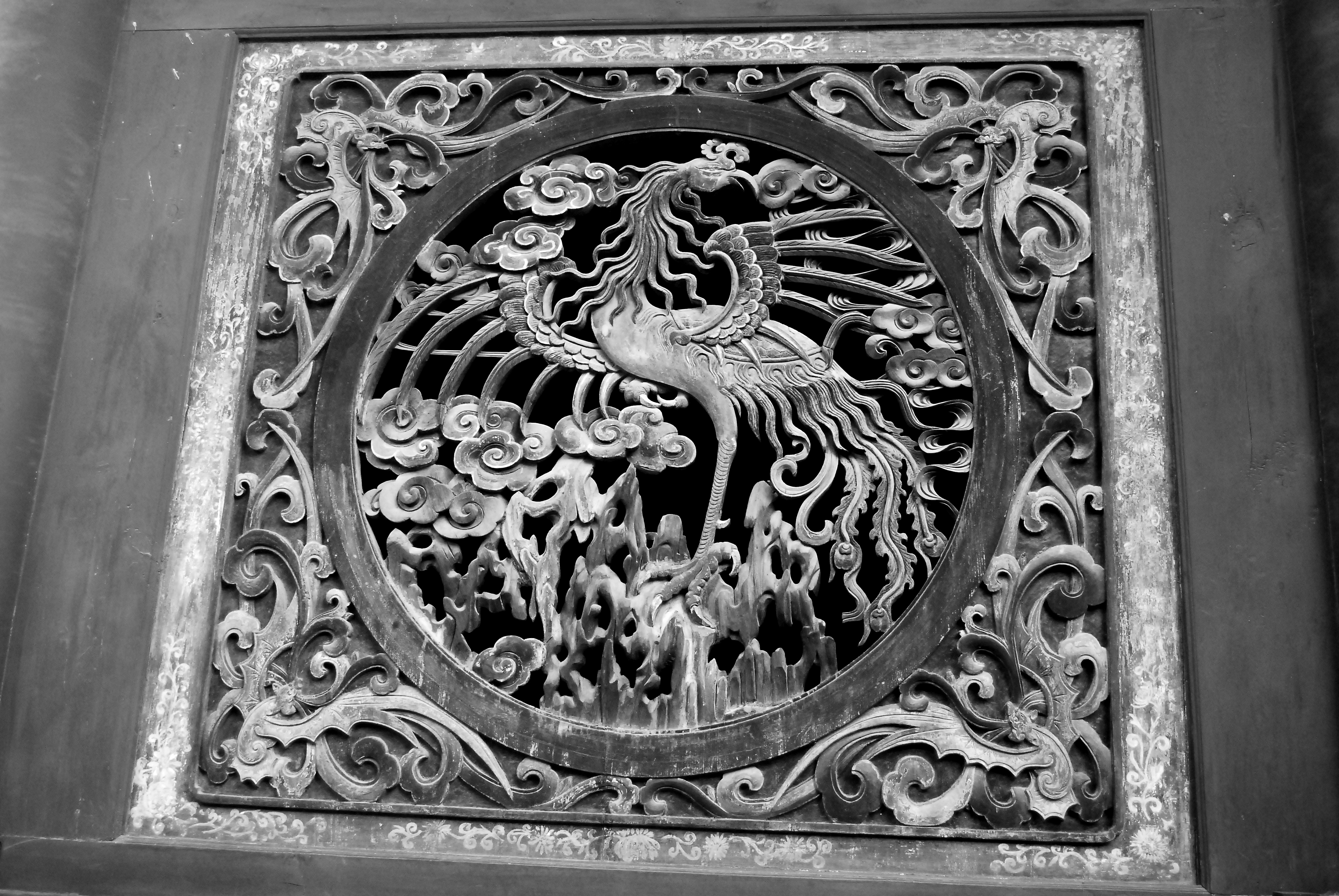
Fenghuang-Holzschnitz – Fuxi-Tempel, Tianshui 2012